# Hotter Than Hell
Hotter Than Hell е вторият студиен албум на американската рок група Kiss. Издаден е на 22 октомври 1974 г. от Casablanca Records. На 23 юни 1977г. получава златен сертификат след като продава 500 000 копия. Върховата му позиция в американската класация Billboard 200 е № 100. Слабите продажби на американския пазар се дължат главно на това, че лиспва хитов сингъл, който да изстреля албума напред в класацията. Въпреки това много от песните се превръщат в любими на феновете и се изпълняват често по концерти.

## Обща информация
Продуцентите Кени Кърнър и Ричи Уайс, които продуцират първия албум на групата, отново са избрани за неговия наследник. Тъй като двамата се преместват в Лос Анджелис, Kiss също се местят там, за да работят с тях. Веднага се възпротивяват от новата си обстановка. Още в първия си ден в Лос Анджелис, китарата на Пол Стенли е открадната. Работното заглавие на албума е „The Harder They Come“. Въпреки че албумът включва три песни, написани от соло китариста Ейс Фрели, той не пее в нито една от тях. Липсата на увереност в певческите му способности по онова време, води до това вокалните задължения в „Parasite“ и „Strange Ways“ да бъдат съответно на Джийн Симънс и Питър Крис. Китарното соло на Фрели в „Strange Ways“ е сочено като едно от най-добрите му.
Hotter Than Hell е много по-мрачен от своя предшественик. Това се дължи не само на нискокачествения звук, който продуцентите успяват да извадят на преден план, но и на лирическите теми в песните. "Goin' Blind" разказва за обречената романтична връзка между 93 годишен мъж и 16 годишно момиче. Песента е написана от Джийн Симънс и Стивън Коронел в периода им като членове на групата Уикед Лестър. 

## Обложка
Албумът е известен със своята поразителна обложка, дело на дизайнера Джон Ван Хамерсвелд. На нея има японско манга-ориентирано произведение на изкуството. Фотосесията за задната обложка се провежда на 18 август 1974г. в Лос Анджелис. По време на снимките е организирано диво парти, което води до пълното интоксикиране на групата и целия персонал. 
Японският знак най-долу на албума (力) е чикара, което означава „мощност“. По-късно тя ще бъде използвана върху различни мърчендайзи на Kiss през 1970-те и 80-те години на миналия век, най-вече на барабаните на Ерик Кар. 

## Издаване
Въпреки усиленото промотиране и неспирното турне на групата през цялата 1974г. Hotter Than Hell се представя по-лошо от предшественика си по отношение на продажбите. До голяма степен това се дължи на прекратения договор за дистрибуция между Warner Bros.Records и Casablanca. Единственият сингъл от албума е  "Let Me Go, Rock 'n' Roll", издаден на 22 октомври 1974г., но се разпространява в малки количества и не успява да влезе в музикалните класации. 4 месеца след издаването на албума, групата е принудена да влезе отново в студиото за да запише следващия "Dressed to Kill". 

## Състав

#### KISS
- Пол Стенли – вокали и китара
- Ейс Фрели – китара (бас в „Parasite“, беквокали в „Parasite“, „Comin' Home“ и „Strange Ways“)
- Джийн Симънс – вокали и бас
- Питър Крис – барабани, вокали

#### Продукция
- Кени Кърнър - продуцент
- Ричи Уайз - продуцент
- Уорън Дюи - звуков инженер
- Джон ван Хамерсвелд - арт директор, дизайн

## Песни
| 1.    | Got to Choose            | Пол Стенли                   | Стенли | 3:54 |
| 2.    | Parasite                 | Ейс Фрели                    | Симънс | 3:01 |
| 3.    | Goin' Blind              | Джийн Симънс, Стивън Коронел | Симънс | 3:36 |
| 4.    | Hotter than Hell         | Пол Стенли                   | Стенли | 3:31 |
| 5.    | Let Me Go, Rock 'n' Roll | Пол Стенли, Джийн Симънс     | Симънс | 2:14 |
| 6.    | All the Way              | Джийн Симънс                 | Симънс | 3:18 |
| 7.    | Watchin' You             | Джийн Симънс                 | Симънс | 3:43 |
| 8.    | Mainline                 | Пол Стенли                   | Крис   | 3:50 |
| 9.    | Comin' Home              | Пол Стенли, Ейс Фрели        | Стенли | 2:37 |
| 10.   | Strange Ways             | Ейс Фрели                    | Крис   | 3:18 |
| 33:02 |                          |                              |        |      |

## Позиции в класациите
| Класация (1974)         | Най-добра позиция |
| ----------------------- | ----------------- |
| Australian Albums Chart | 98                |
| Canadian Albums Chart   | 91                |
| Japanese Albums Chart   | 46                |
| Billboard Pop Albums    | 100               |